# 6284 Borisivanov
A 6284 Borisivanov (ideiglenes jelöléssel 1981 EM19) a Naprendszer kisbolygóövében található aszteroida. Schelte J. Bus fedezte fel 1981. március 2-án.